# Arjo van Eijsden
J.A.R. (Arjo) van Eijsden (1973) is een Nederlands jurist en fiscalist. Van Eijsden is vicepresident van de Hoge Raad der Nederlanden.
Van Eijsden studeerde Nederlands recht en belastingrecht aan de Erasmus Universiteit Rotterdam van 1992 tot 1997. Na zijn afstuderen overwoog hij te gaan promoveren, maar omdat er geen vacatures voor promovendi in het belastingrecht waren werd hij belastingadviseur bij EY. In 2005 werd hij daar hoofd van de groep Tax Policy & Controversy en in 2008 werd hij partner (vennoot) van het kantoor. 
Op 2 juni 2020 werd Van Eijsden aanbevolen voor benoeming tot raadsheer in de belastingkamer van de Hoge Raad der Nederlanden, in verband met een vacature die per 1 november van dat jaar zou ontstaan door de benoeming van Mariken van Hilten tot vicepresident. De Tweede Kamer nam de aanbeveling over en op 16 september werd hij ten overstaan van de Koning beëdigd. Op 30 juni 2023 stemde de ministerraad in met de benoeming van Van Eijsden tot vicepresident van de Hoge Raad en voorzitter van de belastingkamer per 1 september 2023, als opvolger van Robert Jan Koopman.
Van Eijsden was van 2017 tot 2020 bestuurslid van de Nederlandse Orde van Belastingadviseurs (NOB). Ook was hij van 2009 tot 2020 vaste annotator van het tijdschrift Beslissingen in Belastingzaken (BNB). Sinds november 2020 is hij bestuurslid van de Vereniging voor Bestuursrecht (VAR).
Bestuur van de Hoge Raad:
G. de Groot (president) · M.V. Polak · M.J. Kroeze ·  V. van den Brink · J. de Hullu · R.J. Koopman · M.E. van Hilten (vicepresidenten)

Eerste kamer:
G. de Groot · 
M.V. Polak · 
M.J. Kroeze (vzrs.) · 
A.E.B. ter Heide ·
F.J.P. Lock · 
G.C. Makkink · 
C.E. du Perron · 
F.R. Salomons · 
S.J. Schaafsma · 
C.H. Sieburgh · 
T.H. Tanja-van den Broek · 
K. Teuben · 
H.M. Wattendorff

Tweede kamer:
V. van den Brink · 
M.J. Borgers (vzrs.) · 
Y. Buruma · 
C. Caminada · 
J.C.A.M. Claassens · 
C.N. Dalebout · 
T. Kooijmans · 
M. Kuijer · 
A.E.M. Röttgering ·
A.L.J. van Strien ·
T.B. Trotman

Derde kamer:
M.E. van Hilten · 
J.A.R. van Eijsden (vzrs.) · 
M.T. Boerlage ·
P.A.G.M. Cools ·
E.F. Faase · 
M.W.C. Feteris · 
M.A. Fierstra · 
R.J. Koopman ·
E.N. Punt ·
A.E.H. van der Voort Maarschalk · 
J. Wortel

J.E.M. Polak (i.b.d.) · 
H.G. Sevenster (i.b.d.) · 
C.J. Borman (i.b.d.)

Parket:
F.W. Bleichrodt (procureur-generaal) · 
M.H. Wissink (plv. procureur-generaal) · 

Advocaten-generaal civiel:
B.F. Assink · 
R.H. de Bock · 
B.J. Drijber · 
T. Hartlief · 
F.F. Langemeijer (i.b.d.) · 
S.D. Lindenbergh · 
M.L.C.C. Lückers · 
G.R.B. van Peursem · 
E.B. Rank-Berenschot · 
G. Snijders · 
W.L. Valk · 
P. Vlas · 
E.M. Wesseling-van Gent 

Advocaten-generaal straf:
D.J.C. Aben · 
P.M. Frielink · 
A.E. Harteveld · 
E.J. Hofstee · 
B.F. Keulen · 
D.J.M.W. Paridaens · 
T.N.B.M. Spronken · 
P.C. Vegter (i.b.d.)

Advocaten-generaal belasting:
C.M. Ettema · 
R.L.H. IJzerman · 
R.E.C.M. Niessen · 
P.J. Wattel